# روي كولينز
روي كولينز (10 مارس 1934 في المملكة المتحدة - 5 نوفمبر 2009) (بالإنجليزية: Roy Collins)‏ هو لاعب كريكت بريطاني. لعب مع نادي مقاطعة لانكشر للكريكت ‏ وCheshire County Cricket Club ‏ والمقاطعات الوطنية للكريكيت الإنجليزي والويلزي ‏.

## وصلات خارجية
- روي كولينز على موقع إي آس بي آن كريك إنفو (الإنجليزية)